# Drug Store Cowboy
Drug Store Cowboy (o The Drug Store Cowboy) è un film muto del 1925 diretto da Park Frame. Ambientato in Arizona, è una commedia romantica e di azione che aveva come interpreti Franklyn Farnum, Jean Arthur, Robert Walker, Malcolm Denny, Ronald Goetz, Dick La Reno. In una particina, anche Gary Cooper, futura star hollywoodiana (come anche Jean Arthur, l'interprete femminile).

## Trama
Marmaduke Mortimer Grandon, commesso di drugstore, vorrebbe fare del cinema. L'occasione arriva quando la sua amica Gwendolyn legge su un giornale la notizia di un attore morto all'improvviso durante le riprese di un film che si sta girando in Arizona. Convinto da Gwendolyn a raggiungere la troupe, Marmaduke va a chiedere per sé la parte venendo assunto. Ma, il primo giorno, mentre si sta recando al lavoro, è costretto da Gentleman Jack, un bandito in fuga, a scambiarsi i vestiti con lui. Così, a presentarsi davanti alla macchina da presa sarà proprio il fuorilegge che si fa passare per Marmaduke. Quest'ultimo, però, quando arriva, gli rovina la sua gran scena insieme all'eroina. Più tardi, mentre si sta girando dentro una banca, Jack usa la troupe per fare una rapina. Marmaduke interviene nuovamente, cattura Jack, rovina il film e conquista l'amore della prima attrice.

## Produzione
Il film fu prodotto dall'Independent Pictures Corporation con il titolo di lavorazione The Galloping Dude.

## Distribuzione
Distribuito dalla Independent Pictures Corporation, il film - presentato da Jesse J. Goldburg - uscì nelle sale cinematografiche degli Stati Uniti il 1º giugno 1925.
Copia completa della pellicola si trova conservata negli archivi della Library of Congress di Washington.